# Švihadlo

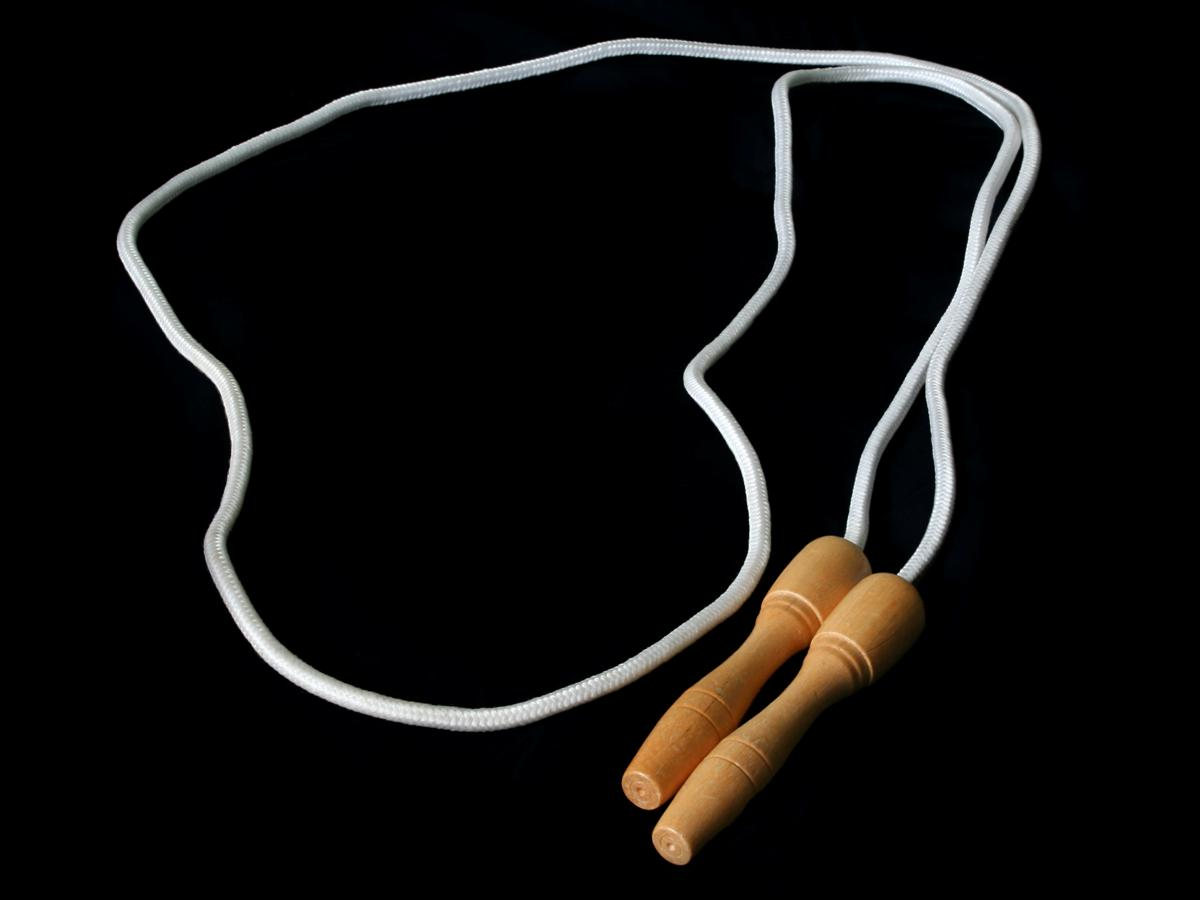
Švihadlo

Švihadlo je druh sportovní potřeby, důležitého tělocvičného náčiní a také dětské hračky, které se využívá pro pohybové aktivity založené na skákání.

## Popis
Švihadlo se skládá nejčastěji ze tří částí - libovolně dlouhého lana, které je na obou stranách zakončeno držadly z různého materiálu (dřevo, plast, kov).

## Použití
Švihadlo se krouživými pohyby uvádí do pohybu ve vertikálním směru a uživatel má za úkol přeskakovat rotující lano bez toho, aby šlápl na točící se lano. Existuje celá varianta možností, jak přes švihadlo skákat, od škály rychlostí, přes dva možné směry či po různé gymnastické prvky.
Švihadlo se využívá v celé řadě bojových sportů (převážně v boxu) pro zahřátí organismu a protažení svalů během tréninku a současně ke zvýšení rychlosti nohou. Další využití nachází švihadlo v moderní gymnastice. Existují varianty švihadla pro jednoho člověka, ale i pro více lidí, kdy dvě osoby drží konce švihadla a točí s nimi a další člověk nebo lidi skáčou přes rotující lano.
Je využitelné i v dětských hrách, např. Školka se švihadlem či Švihadlová princezna.
V dnešní době existují i soutěže ve skákání přes švihadlo, soutěžící musí umět různé techniky přeskoků a umět je správně sestavit do svého přednesu.